# NGC 525
NGC 525 (другие обозначения — UGC 972, MCG 1-4-54, ZWG 411.53, NPM1G +09.0040, PGC 5232) — линзообразная галактика (S0) в созвездии Рыбы. Открыта Генрихом Луи Д’Арре в 1862 году, описывается Дрейером как «очень слабая, очень маленькая звезда 11-й или 12-й величины».
Этот объект входит в состав группы галактик NGC 470.
По NGC 525 имеются противоречивые данные о её скорости. Так, по красному смещению в 1983 году была определена скорость 2146 ± 31 км/c, однако в более позднем в 1989 году в рамках того же проекта эта скорость была определена как 1624 ± 8 км/с.
Этот объект входит в число перечисленных в оригинальной редакции «Нового общего каталога».